# جاسم شرف
جاسم شرف (26 كانون الثاني/يناير 1950-)، ممثل كوميدي عراقي.

## مشواره الفني
بدأ الفنان جاسم شرف مشواره الفني عازفَ جاز، ثمَّ صعد إلى خشبة المسرح في بداية الثمانينيّات ممثلاً في المسرح العسكري، برز من خلال دوره الشهير في مسرحية (بيت وخمس بيبان) التي كتبها فاروق محمد واخرجها محسن العلي في ثمانينيات القرن الماضي وخمس نسوان «ومن أعماله المسرحية دوره في مسلسلات» العصابجية، جاي وجذب، جسوم أبو السموم«وعلى صعيد السينما دوره في فيلم العربة والحصان» وغيرها عشرات الأعمال الأخرى

## المسرحيات
اطراف المدينة
- بيت وخمس بيبان
- بيت الطين (مسرحية)[3]

## المسلسلات
- العصابيجة
- جسوم أبو السموم
- جاي وجذب

## الأفلام
- العربة والحصان